# Melipotis ochreipennis
Melipotis ochreipennis là một loài bướm đêm trong họ Erebidae.